# San Francisco la Reforma
San Francisco la Reforma är en ort i Mexiko.   Den ligger i kommunen San Pedro Yólox och delstaten Oaxaca, i den sydöstra delen av landet, 300 km sydost om huvudstaden Mexico City. San Francisco la Reforma ligger 1 694 meter över havet och antalet invånare är 356.
Terrängen runt San Francisco la Reforma är huvudsakligen bergig, men åt sydväst är den kuperad. Terrängen runt San Francisco la Reforma sluttar västerut. Runt San Francisco la Reforma är det glesbefolkat, med 14 invånare per kvadratkilometer. Närmaste större samhälle är San Juan Quiotepec, 4,6 km söder om San Francisco la Reforma. I omgivningarna runt San Francisco la Reforma växer i huvudsak blandskog.